# Pakistan op de Olympische Zomerspelen 1964
Pakistan nam deel aan de Olympische Zomerspelen 1964 in Tokio, Japan. Het hockeyteam won zilver.

## Medailleoverzicht
| Sport  | Olympiër | Discipline | Medaille |
| ------ | --- | ---------- | -------- |
| Hockey | Manzoor Hussain Atif Anwar Ahmed Khan Abdul Hamid Mazhar Hussain Munir Dar Tariq Aziz Saeed Anwar Zafar Hayat Mohammad Rashid Zafar Ahmed Khan Mohammad Asad Malik Mohammad Afzal Manna Motiullah Khawaja Zakauddin Tariq Niazi Khizar Nawaz Bajwa Khalid Mahmood Khurshid Azam | mannen     | Zilver   |

## Deelnemers en resultaten

### Atletiek
| Olympiër            | Discipline      | Resultaat | Prestatie                                        |
| ------------------- | --------------- | --------- | ------------------------------------------------ |
| Iftikhar Shah       | 100m (m)        | 71e       | serie 7: 7de in 11,4                             |
| Mohammad Sadiq      | 400m (m)        | 29e       | serie 4: 6de in 47,3 kwartfinale 1: 8ste in 48,0 |
| Anar Khan           | 800m (m)        | 43e       | serie 2: 8ste in 1.56,4                          |
| Anar Khan           | 1500m (m)       | 37e       | serie 3: 11de in 3.56,7                          |
| Ghulam Raziq        | 110m horden (m) | 24e       | serie 2: 5de in 14,76                            |
| Manzoor-ul-Haq Awan | 400m horden (m) | 36e       | serie 3: 8ste in 55,3                            |
| Mohammad Yousuf     | marathon (m)    | 48e       | 2:40.46,0                                        |
| Iftikhar Shah       | verspringen (m) | DNF       | kwalificatie: geen geldige poging                |

### Boksen
| Olympiër       | Discipline | Resultaat | Prestatie                                                                          |
| -------------- | ---------- | --------- | ---------------------------------------------------------------------------------- |
| Ghulam Sarwar  | -60kg (m)  | 9e        | 1ste ronde: vrij 2de ronde: W van FRA Cotot: 5-0 3de ronde: V van IRL McCourt: 1-4 |
| Sultan Mahmood | -75kg (m)  | 9e        | 1ste ronde: vrij 2de ronde: V van URS Popenchenko: scheidsrechterlijke beslissing  |
| Barkat Ali     | -81kg (m)  | 17e       | 1ste ronde: V van USA Christopherson: 0-5                                          |
| Abdul Rehman   | +81kg (m)  | 5e        | 1ste ronde: vrij kwartfinale: V van GER Huber: knock-out                           |

### Gewichtheffen
| Olympiër           | Discipline | Resultaat | Prestatie                                                                               |
| ------------------ | ---------- | --------- | --------------------------------------------------------------------------------------- |
| Mohammad Azam Mian | -56kg (m)  | 20e       | drukken: 19de met 87,5kg trekken: 20ste met 87,5kg stoten: 18de met 120kg totaal: 295kg |

### Hockey
| Olympiër | Discipline | Resultaat | Prestatie |
| --- | ---------- | --------- | --- |
| Manzoor Hussain Atif Anwar Ahmed Khan Abdul Hamid Mazhar Hussain Munir Dar Tariq Aziz Saeed Anwar Zafar Hayat Mohammad Rashid Zafar Ahmed Khan Mohammad Asad Malik Mohammad Afzal Manna Motiullah Khawaja Zakauddin Tariq Niazi Khizar Nawaz Bajwa Khalid Mahmood Khurshid Azam | mannen     | Zilver    | groep A: 1ste W van Japan: 1-0 W van Kenia: 5-2 W van Groot-Brittannië: 1-0 W van Zuid-Rhodesië: 6-0 W van Nieuw-Zeeland: 2-0 W van Australië: 2-1 halve finale: W van Spanje: 3-0 finale: V van India: 0-1 |

| Groep A |                  |             |             |             |             |            |            |            |        |
| #       | Land             | Wedstrijden | Wedstrijden | Wedstrijden | Wedstrijden | Doelpunten | Doelpunten | Doelpunten | Punten |
| #       | Land             | G           | W           | G           | V           | V          | T          | Saldo      | Punten |
| 1       | Pakistan         | 6           | 6           | 0           | 0           | 17         | 3          | +14        | 12     |
| 2       | Australië        | 6           | 4           | 0           | 2           | 16         | 5          | +11        | 8      |
| 3       | Kenia            | 6           | 3           | 1           | 2           | 7          | 9          | -2         | 7      |
| 4       | Japan            | 6           | 3           | 0           | 3           | 6          | 6          | 0          | 6      |
| 5       | Groot-Brittannië | 6           | 2           | 0           | 4           | 5          | 12         | -7         | 4      |
| 6       | Zuid-Rhodesië    | 6           | 1           | 1           | 4           | 4          | 16         | -12        | 3      |
| 7       | Nieuw-Zeeland    | 6           | 1           | 0           | 5           | 6          | 10         | -4         | 2      |

| Ronde        | Datum | Plaats           | Land | Score         | Land |
| ------------ | ----- | ---------------- | ---- | ------------- | ---- |
| Groepsfase   |       |                  |      |               |      |
| 11 oktober   | Tokio | Pakistan         | 1-0  | Japan         |      |
| 12 oktober   | Tokio | Pakistan         | 5-2  | Kenia         |      |
| 15 oktober   | Tokio | Groot-Brittannië | 0-1  | Zuid-Rhodesië |      |
| 16 oktober   | Tokio | Pakistan         | 6-0  | Nieuw-Zeeland |      |
| 18 oktober   | Tokio | Nieuw-Zeeland    | 0-2  | Pakistan      |      |
| 19 oktober   | Tokio | Australië        | 1-2  | Pakistan      |      |
| Halve finale |       |                  |      |               |      |
| 21 oktober   | Tokio | Pakistan         | 3-0  | Spanje        |      |
| Finale       |       |                  |      |               |      |
| 23 oktober   | Tokio | Pakistan         | 0-1  | India         |      |

### Schietsport
| Olympiër             | Discipline                 | Resultaat | Prestatie                        |
| -------------------- | -------------------------- | --------- | -------------------------------- |
| Aziz Ahmed Chaudhry  | 50m geweer 3 houdingen (m) | 50e       | 1040 punten: (376-352-312)       |
| Aziz Ahmed Chaudhry  | 50m geweer liggend (m)     | 73e       | 567 punten: (93-96-96-90--95-97) |
| Ahmad Salam Muhammad | 50m pistool (m)            | 46e       | 507 punten: (87-81-86-77-88-88)  |
| Hav Abdur Rashid     | 25m snelvuurpistool (m)    | 49e       | 538 punten: (269-269)            |
| Mohiuddin Khawaja    | trap (m)                   | 51e       | 91 punten                        |

### Wielersport
| Olympiër                                              | Discipline                    | Resultaat | Prestatie                                                |
| Baan                                                  | Baan                          | Baan      | Baan                                                     |
| ----------------------------------------------------- | ----------------------------- | --------- | -------------------------------------------------------- |
| Mohammad Hafeez                                       | sprint (m)                    | 24e       | 1ste ronde serie 3: 2de herkansingen: V van DEN Pedersen |
| Mohammad Hafeez                                       | tijdrit (m)                   | 23e       | 1.18,50                                                  |
| Mohammad Ashiq                                        | individuele achtervolging (m) | 21e       | 1ste ronde serie 12: V van MEX Duque                     |
| Mohammad Ashiq Lal Bux Mohammad Hafeez Mohammad Shafi | ploegenachtervolging (m)      | 14e       | 1ste ronde serie 7: V van Thailand: 5.38,77              |

### Worstelen
| Olympiër        | Discipline  | Resultaat   | Prestatie |
| Vrije stijl     | Vrije stijl | Vrije stijl | Vrije stijl |
| --------------- | ----------- | ----------- | --- |
| Mohammad Niaz   | -52kg (m)   | 8e          | 1ste ronde: G van IRI Heidari 2de ronde: W van GRE Zafiropoulos: beslissing 3de ronde: W van BUL Georgiev: beslissing 4de ronde: V van KOR Chang: beslissing            |
| Siraj Din       | -57kg (m)   | 8e          | 1ste ronde: W van GBR Pilling: beslissing 2de ronde: W van GER Dodrimont: beslissing 3de ronde: V van JPN Uetake: beslissing                                            |
| Mohammad Akhtar | -63kg (m)   | 15e         | 1ste ronde: V van URS Khokhashvili: beslissing 2de ronde: V van BUL Ivanov: beslissing                                                                                  |
| Mohammad Bashir | -70kg (m)   | 15e         | 1ste ronde: W van GRE Ioannidis: beslissing 2de ronde: W van URS Beriashvili: beslissing 3de ronde: V van TUR Atalay: val                                               |
| Mohammad Afzal  | -78kg (m)   | 10e         | 1ste ronde: V van HUN Bajko: beslissing 2de ronde: W van KOR Choi: beslissing 3de ronde: W van BUL Dermendzhiev: beslissing 4de ronde: V van IRI Sanatkaran: beslissing |
| Faiz Mohammad   | -87kg (m)   | 10e         | 1ste ronde: W van PAN Gonzalez: val 2de ronde: G van KOR Kang 3de ronde: V van HUN Hollosi: beslissing 4de ronde: V van USA Brand: val                                  |

Afghanistan · Algerije · Argentinië · Australië · Bahama's · België · Bermuda · Birma · Bolivia · Brazilië · Brits-Guiana · Bulgarije · Cambodja · Canada · Ceylon · Chili · Colombia · Congo-Brazzaville · Costa Rica · Cuba · Denemarken · Dominicaanse Republiek · Duits eenheidsteam · Ethiopië · Filipijnen · Finland · Frankrijk · Ghana · Griekenland · Groot-Brittannië · Hongarije · Hongkong · Ierland · IJsland · India · Irak · Iran · Israël · Italië · Ivoorkust · Jamaica · Japan · Joegoslavië · Kameroen · Kenia · Libanon · Liberia · Libië · Liechtenstein · Luxemburg · Madagaskar · Maleisië · Mali · Marokko · Mexico · Monaco · Mongolië · Nederland · Nederlandse Antillen · Nepal · Nieuw-Zeeland · Niger · Nigeria · Noord-Rhodesië · Noorwegen · Oeganda · Oostenrijk · Pakistan · Panama · Peru · Polen · Portugal · Puerto Rico · Roemenië · Senegal · Sovjet-Unie · Spanje · Taiwan · Tanganyika · Thailand · Trinidad en Tobago · Tsjaad · Tsjecho-Slowakije · Tunesië · Turkije · Uruguay · Venezuela · Verenigde Arabische Republiek · Verenigde Staten · Vietnam · Zuid-Korea · Zuid-Rhodesië · Zweden · Zwitserland